# Wieża widokowa w parku im. Jana III Sobieskiego
Wieża widokowa w parku im. Jana III Sobieskiego — stalowo-betonowa wieża widokowa położona na zboczu Góry Powstańców (497 m n.p.m.) w parku Jana III Sobieskiego w Wałbrzychu. U podnóża wieży znajduje się Dom Wycieczkowy PTTK „Harcówka”.

## Historia
25 marca 2021 roku Gmina Wałbrzych otrzymała dofinansowanie 3,5 mln zł z Rządowego Funduszu Inwestycji Lokalnych dla gmin górskich na projekt p.t. III etap rewitalizacji Parku im. Sobieskiego - modernizacja ścieżek spacerowych i oświetlenia z budową wieży widokowej.
W maju 2021 roku rozpisano pierwszy konkurs na projekt wieży, lecz zgłosił się do niego tylko jeden projektant z pracą, która nie spełniała wszystkich wymagań regulaminowych. 28 października 2021 roku ogłoszono drugi konkurs na projekt koncepcji architektoniczno-budowlanej wieży widokowej do którego zgłoszono pięć projektów. Dwa z nich nie spełniły wymagań regulaminowych. Pozostałe zostały ocenione przez komisję konkursową. 
19 stycznia 2022 roku został zaprezentowany zwycięski projekt wyłoniony w konkursie. 16 grudnia 2022 roku ogłoszono przetarg na budowę. 16 lutego 2023 roku został wyłoniony wykonawca projektu – firma Heli Factor sp. z o.o., który złożył ofertę opiewającą na 10 169 160 zł.
W marcu 2023 roku rozpoczęły się prace budowlane. Pierwszy planowany termin oddania obiektu do użytku był zapowiadany na majówkę 2024 roku, lecz ostateczne został przesunięty.
21 czerwca 2024 roku wieża została uroczyście otwarta.

## Wieża widokowa
Budowla została zaprojektowana na planie sześciokąta foremnego i składa się z dwóch integralnych elementów. Pierwszy to platforma z obwodowym tarasem widokowym służącym również jako strefa wejściowa oraz wieża. 
Całkowita wysokość wieży wynosi 37,5 metra. Posiada 6 tarasów widokowych. Pojemność obiektu wynosi 525 osób (po 200 osób na platformie wejściowej usytuowanej na poziomach 0 i 1, oraz po 25 osób na platformach widokowych zlokalizowanych na poziomach 2-6). 
Konstrukcja obiektu została wykonana ze stali i osadzona na fundamencie żelbetowym. Zewnętrzna elewacja wieży została zabudowana z siatki cięto-ciągnionej wykonanej z blachy kortenowskiej. Bryła konstrukcji nawiązuje do przemysłowych tradycji miasta i ma przypominać kopalnianą wieżę chłodniczą. Za projekt odpowiedzialna jest Joanna Styrylska z pracowni ISBA Grupa Projektowa sp. z o.o. Wstęp na wieżę będzie płatny oraz ma być ona dostępna od świtu do zmierzchu. 

## Kontrowersje
Przedstawiciele partii Zieloni krytykowali władze miasta za pomysł budowy wieży jako kosztowny oraz przyczyniający się do niepotrzebnej wycinki drzew. Niedoszacowany został koszt realizacji projektu. Gmina początkowo chciała przeznaczyć 6 750 000 zł na realizację przedsięwzięcia, ostatecznie koszt budowy wyniósł 10 169 160 zł.

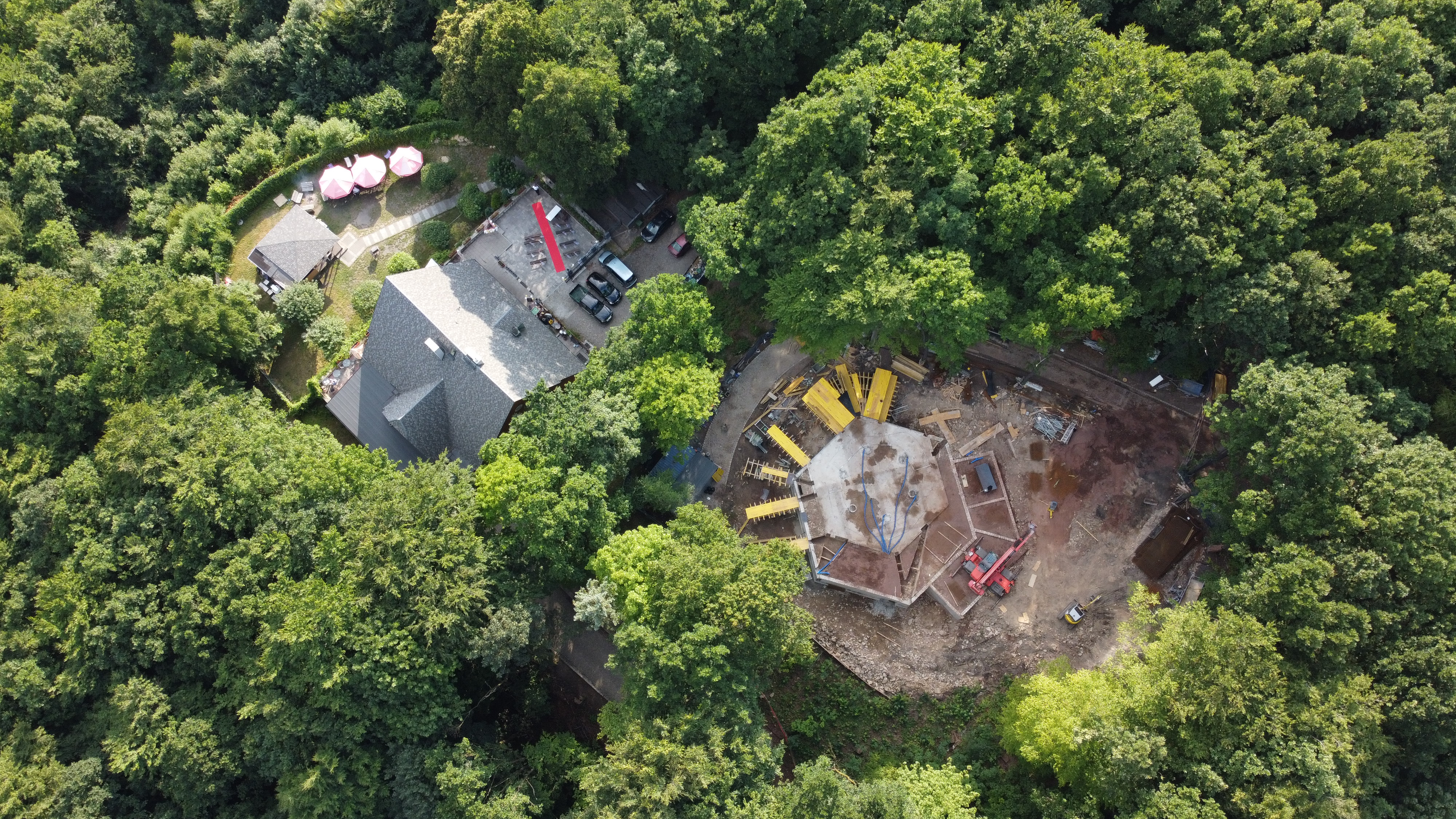
Widok na Dom Wycieczkowy "Harcówka" oraz wieżę widokową w trakcie budowy (lipiec 2023)

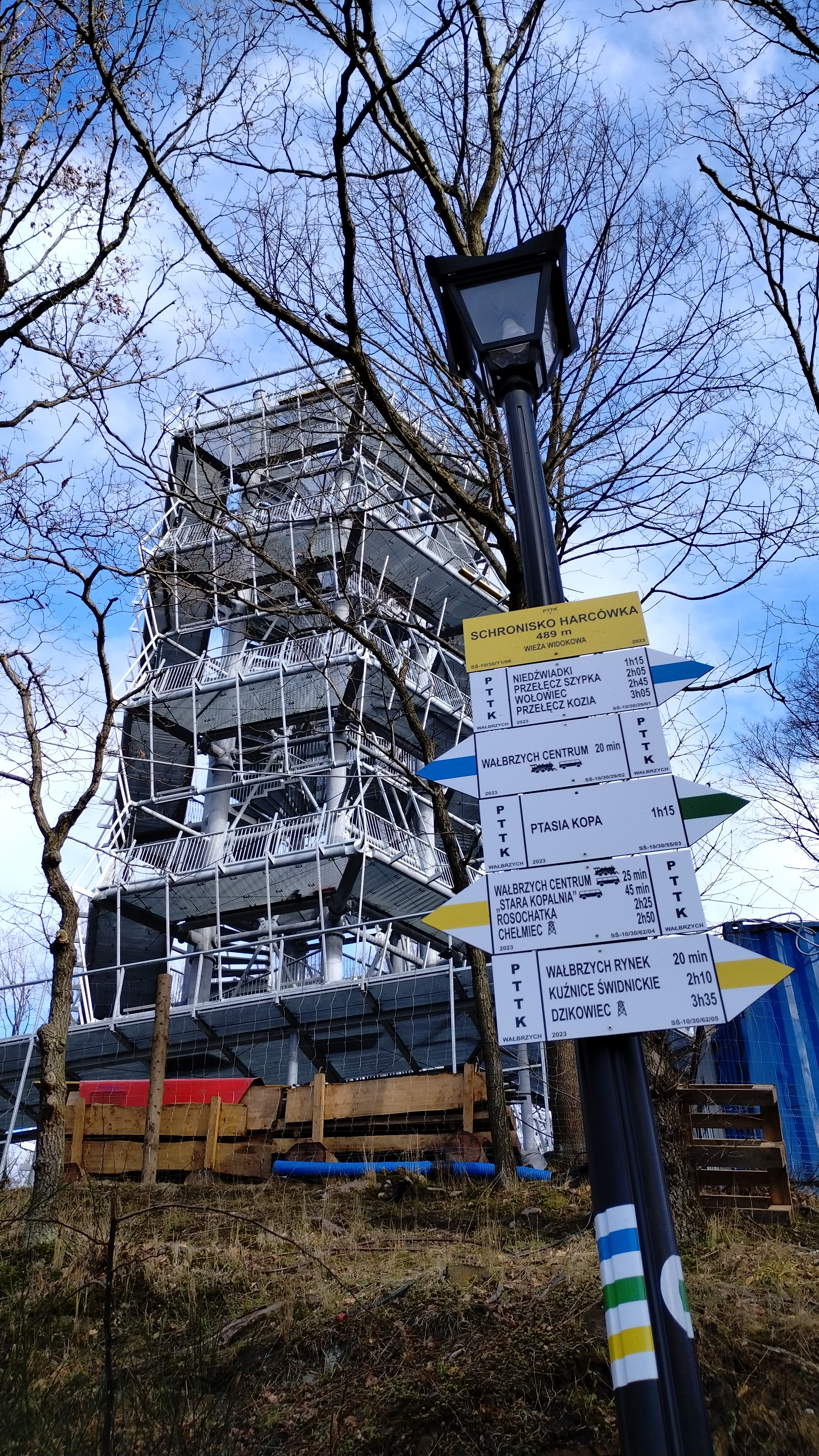
Tabliczki pieszych szlaków turystycznych przy wieży.

Pisarz Filip Springer zarzucił władzom miasta niszczenie historycznego krajobrazu centrum Wałbrzycha.

## Szlaki turystyczne piesze
- – szlak niebieski: Wałbrzych Centrum – Dom Wycieczkowy PTTK Harcówka – Niedźwiadki – Wołowiec – Rybnica Mała – Schronisko PTTK „Andrzejówka” – Suchawa – Sokołowsko – Mieroszów[26]
- – szlak zielony: Dom Wycieczkowy PTTK Harcówka – Ptasia Kopa[27]
- – szlak żółty: Kuźnice Świdnickie – Gaj – Wałbrzych Rynek – Dom Wycieczkowy PTTK Harcówka – Wałbrzych Centrum – Biały Kamień – Chełmiec[28]